# Zombie Army Trilogy
Zombie Army Trilogy es un videojuego shooter táctico en tercera persona desarrollado y publicado por Rebellion Developments. Es un spin-off de la serie de Sniper Elite, el juego fue lanzado el 6 de marzo de 2015 para Microsoft Windows, PlayStation 4 y Xbox One.
La trilogía incluye una versión remasterizada del juego original y su secuela, que fueron publicados en 2013 para jugarlos con Sniper Elite V2, y una tercera entrega inédita en la serie. El modo cooperativo del juego es compatible con ocho personajes, cuatro de los cuales son personajes femeninos nuevos, y a partir de agosto de 2015, también es posible jugar como los principales personajes de los juegos de Left 4 Dead y Left 4 Dead 2 de la versión para PC del juego. El juego es compatible con "Campaña" y el modo "Horda", que se puede jugar ya sea en solitario o en cooperación.

## Modo de Juego
Zombie Army Trilogy utiliza una mecánica similar a Sniper Elite V2 en el que el jugador elimina a sus enemigos con su rifle en lugar de atacarlos de frente, sin embargo, este juego adopta un diseño de niveles más lineal, con más énfasis en el sigilo.  El juego está ambientado en una versión alternativa de la Segunda Guerra Mundial, y el jugador utiliza las armas de la época. Una vez más, como V2, el jugador puede utilizar diversos tipos de explosivos, incluidas granadas, minas estándar Tripwire y dinamita. Otra similitud mecánica con V2 es que, cuando se usa el rifle de francotirador, ciertos elementos como la dirección del viento,la fuerza y la caída de la bala puede afectar la trayectoria de la misma cuando se dispara. Las balas pueden rebotar en superficies u objetivos y darle a otros. El jugador también puede contener la respiración para estabilizar su tiro y determinar con mayor precisión la dirección en la que viajara su bala.
La función de "X-Ray Kill Cam" de V2 también realiza una función nueva cuando se realiza un tiro hábil, la cámara hará un seguimiento de la bala del rifle de francotirador a la meta en cámara lenta, y en caso de choque mostrará anatómicamente la radiografía de la parte del cuerpo correspondiente al golpe y el daño en los órganos y huesos que ocasionó la bala. Algunos elementos también pueden desencadenar una explosión cuando se disparan, que se puede utilizar en beneficio del jugador contra las hordas de zombis. El juego también medirá tiros notables mostrando brevemente la distancia y otros factores como si se tratara de un disparo en la cabeza o un blanco móvil.